# Tiger Bait
Tiger Bait è un cortometraggio muto del 1915 diretto da L. W. Chaudet.
Il film, prodotto dalla Selig, era basato su un soggetto di Wallace Clifton.

## Produzione
Il film fu prodotto dalla Selig Polyscope Company.

## Distribuzione
Il copyright del film, richiesto dalla Selig Polyscope Co., fu registrato il 30 aprile 1915 con il numero LP5225.
Distribuito dalla General Film Company, il film - un cortometraggio in una bobina - uscì nelle sale cinematografiche statunitensi il 15 maggio 1915.